# دوستان من (فیلم ۱۹۷۵)
دوستان من (ایتالیایی: Amici miei) یک کمدی-درام ایتالیایی به کارگردانی ماریو مونیچلی است که در سال ۱۹۷۵ منتشر شد.

## گزیدهٔ بازیگران
- اوگو تونیاتسی
- گاستونه موسکین
- فیلیپ نوآره
- دوئیلیو دل پره‌ته
- الگا کارلاتوس
- سیلویا دیونیزیو
- فرانکا تامانتینی
- آنجلا گودوین
- میلنا ووکوتیک
- برنار بلیه
- آدولفو چلی
- اولا یوهانسن
- ماریسا تراورسی